# Amt Klützer Winkel
Das Amt Klützer Winkel liegt im Norden des Landkreises Nordwestmecklenburg in Mecklenburg-Vorpommern (Deutschland).

## Geografie

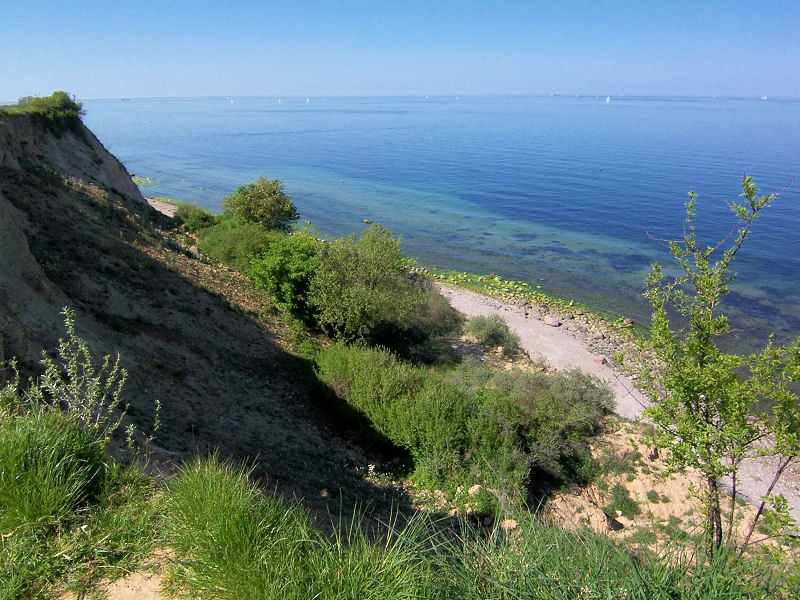
Blick von der Steilküste Großklützhöved

Der Klützer Winkel, der dem Amt seinen Namen gab, ist eine Halbinsel in der Mecklenburger Bucht zwischen den Hansestädten Wismar (Wismarer Bucht) und Lübeck (Lübecker Bucht) entlang der mecklenburgischen Ostseeküste. Die höchste Erhebung dieses hügeligen Gebietes ist der Hohe Schönberg mit 89 m ü. NHN. Eine intakte Natur und die Nähe zur Ostsee lassen dem Tourismus eine immer größere Bedeutung zukommen. Die Strandabschnitte sind sehr abwechslungsreich – neben den Steilküsten Großklützhöved und Kleinklützhöved gibt es auch lange Sandstrände, insbesondere an der fast kreisrunden Bucht der Wohlenberger Wiek und der weiter östlich liegenden Eggers Wiek.
Durch das Amt Klützer Winkel führen die Verbindungsstraßen von Wismar über Klütz nach Lübeck und (über den Priwall) nach Travemünde sowie vom Ostseebadeort Boltenhagen nach Grevesmühlen. Die Stadt Klütz war Endpunkt der Museumseisenbahn-Linie von Grevesmühlen. Die Bahnstrecke Grevesmühlen–Klütz wurde im Jahr 2006 abgebaut.

## Geschichte
In diesem Amt sind fünf Gemeinden und die Stadt Klütz (Verwaltungssitz) zur Erledigung ihrer Verwaltungsgeschäfte zusammengeschlossen. Zum Amt gehörten ursprünglich die Gemeinden Damshagen, Moor, Parin, Klütz, Elmenhorst und Groß Walmstorf. Am 1. Januar 1999 fusionierten die vorher selbständigen Gemeinden Moor und Parin zur neuen Gemeinde Moor-Rolofshagen. Die Gemeinde Elmenhorst wurde am 1. Januar 2004 in die Gemeinde Kalkhorst (bis dahin zum Amt Ostseestrand gehörend) eingegliedert. Die Gemeinde Kalkhorst wechselte zum Amt Klützer Winkel. Am 1. Januar 2005 wurde aus Groß Walmstorf und Gramkow (bis dahin Amt Gägelow) die neue Gemeinde Hohenkirchen gebildet. Am gleichen Tag kam aus dem aufgelösten Amt Gägelow die Gemeinde Zierow hinzu. Am 7. Juni 2009 wurde die Gemeinde Moor-Rolofshagen nach Damshagen eingemeindet. Zum 1. Juli 2011 verlor Boltenhagen mit der Eingliederung in das Amt den Status einer amtsfreien Gemeinde.

## Die Gemeinden mit ihren Ortsteilen
- Boltenhagen mit Redewisch, Tarnewitz und Wichmannsdorf
- Damshagen mit Dorf Gutow, Dorf Reppenhagen, Hof Gutow, Hof Reppenhagen, Kussow, Moor, Parin, Pohnstorf, Rolofshagen, Stellshagen und Welzin
- Hohenkirchen mit Alt Jassewitz, Beckerwitz, Gramkow, Groß Walmstorf, Hohen Wieschendorf, Manderow, Neu Jassewitz, Niendorf, Wahrstorf und Wohlenhagen
- Kalkhorst mit Borkenhagen, Brook, Dönkendorf, Elmenhorst, Groß Schwansee, Hohen Schönberg, Klein Pravtshagen, Klein Schwansee, Neuenhagen und Warnkenhagen
- Stadt Klütz mit Arpshagen, Christinenfeld, Goldbeck, Grundshagen, Hofzumfelde, Kühlenstein, Niederklütz, Oberhof, Steinbeck, Tarnewitzerhagen und Wohlenberg
- Zierow mit Eggerstorf, Fliemstorf, Landstorf und Wisch

## Politik

### Wappen, Flagge, Dienstsiegel
Das Amt verfügt über kein amtlich genehmigtes Hoheitszeichen, weder Wappen noch Flagge. Als Dienstsiegel wird das kleine Landessiegel mit dem Wappenbild des Landesteils Mecklenburg geführt. Es zeigt einen hersehenden Stierkopf mit abgerissenem Halsfell und Krone und der Umschrift „AMT KLÜTZER WINKEL • LANDKREIS NORDWESTMECKLENBURG“.

## Belege
1. ↑  Statistisches Amt M-V – Bevölkerungsstand der Kreise, Ämter und Gemeinden 2023 (XLS-Datei) (Amtliche Einwohnerzahlen in Fortschreibung des Zensus 2011) (Hilfe dazu).
2. ↑  Gebietsänderungen in Mecklenburg-Vorpommern 2011, (PDF; 60 kB) Statistisches Landesamt MV
3. ↑  Hauptsatzung § 1